# Закон за национална мобилизация
Законът за национална мобилизация (на японски: 国家総動員法) е предложен от министър-председателя Фумимаро Коное и приет от японския парламент на 24 март 1938 г.

## Нормативни актове

### Закон за национална мобилизация
Целта на закона е да се мобилизира Японската империя в индустриално и политическо отношение за спечелване на войната с Китай, където са разположени голям брой японски войници и тяхното материално обезпечаване налага увеличаване на производството на храни, дрехи и военни материали.
Законът за национална мобилизация се състои от 50 члена по контрола върху гражданските организации (включително профсъюзите), национализацията на стратегически отрасли, контрола върху цените, за хранителни дажби и преминаване на медиите под държавно управление. Той предоставя на правителството възможността за гласуване на неограничен бюджет за финансиране на военното производство и компенсиране на индустриалците заради загубите, предизвикани от мобилизацията.
Клаузите, свързани с държавните правомощия, могат да се разделят на 6 групи:
1. общи трудови взаимоотношения – съдействие на общата мобилизация, общи условия на заетост (наемане на персонал, уволнение, формиране на възнаграждението), предотвратяване и разрешаване на трудови спорове, предотвратяване на стачни действия
2. контрол над ресурсите – производство, разпределение и използване
3. финансов и капиталов контрол – сливане и разделяне на дружества, обща капиталова политика, придобиване на облигации, счетоводство и контрол, разпределяне на инвестиционни излишъци
4. картели – споразумения, създаване на индустриални сдружения, и задължително участие в тях
5. формиране на цените на стоките, застраховките, пощенските разходи и размерите на наемите
6. контрол над изразяване на позиции в печатните издания[2]

Според клаузите от 5-а група по разпределението на ресурсите, стратегическите материали се разпределят приоритетно за нуждите на военните като след това се насочват за правителствени, експортни и частни нужди. Това се отнася в най-голяма степен за мунициите. Също на частния сектор се забранява търговията със стратегически материали (стомана, цинк, гума, вълна, мед и олово).
По време на разискването на закона през януари 1938 г. някои депутати се обявяват против него и го обявяват за неконституционен, но заради натиска от страна на военните той влиза в сила окончателно през май 1938 г.

### Наредба и закон за трудова служба
Освен този закон премиерът Фумимаро Коное прокарва, в рамките на горецитирания закон, Наредбата за набиране на национална служба – за трудова повинност в служба на държавата, (国民徴用令) през 1939 г. Тя дава власт на правителството да набира цивилни работници за стратегическите и военните отрасли, с изключение на хората с физически и умствени увреждания. Програмата е под ръководството на социалното министерство, засяга повече от 1 600 000 мъже и жени, а 4 500 000 работници получават статут на наборници (което означава, че нямат право да напуснат работа). Наредбата е заменена от Закона за национална мобилизация за трудова служба през март 1945 г.
След капитулацията на Япония американските окупационни власти отменят тези 2 закона на 20 декември 1945 г.